# Initiativgemeinschaft zum Schutz der sozialen Rechte
Der Verein Initiativgemeinschaft zum Schutz der sozialen Rechte ehemaliger Angehöriger bewaffneter Organe und der Zollverwaltung der DDR e. V. (ISOR) wurde am 6. Juni 1991 in Berlin gegründet und am 8. April 1992 in das Vereinsregister des Amtsgerichts Charlottenburg eingetragen. Er hat seinen Sitz in Berlin, im Verlagsgebäude Neues Deutschland. Ihm wird von Wissenschaftlern und Politikern Geschichtsrevisionismus vorgeworfen.

## Ziele
Die ISOR bezeichnet sich selbst als „Sozialverein“. Er vertritt die Interessen der Angehörigen der ehemaligen Sonderversorgungssysteme der DDR und will vor allem höhere Rentenzahlungen für seine Mitglieder erreichen. Diese Forderungen werden mit den Einzahlungen während der DDR-Zeit begründet. Da die Versicherten 10 % ihres Gehaltes in diese Systeme eingezahlt hätten, stehe ihnen nach Meinung des Vereins entsprechende Anrechnungen auf Renten zu. Hauptsächlicher Zweck sei die Hilfe zur Selbsthilfe in schwierigen Lebenslagen. Der Verein vertritt „insbesondere“ natürliche Personen mit ehemaliger Tätigkeit für die DDR in Nationaler Volksarmee (NVA), Grenztruppen der DDR, Volkspolizei, Ministerium des Innern (MdI), Stäbe, Schulen, Zivilverteidigung der DDR, Ministerium für Staatssicherheit (MfS, AfNS) und Zollverwaltung der DDR. Im Mittelpunkt stehe die Forderung nach Rentenansprüchen, die sich aus der Angehörigkeit im Sonderversorgungssystem der DDR ergäben. Um dies zu erreichen, informierte die Interessengemeinschaft über die zu beanstandeten Teile des Rentenrechts und führte Musterklagen vor Gericht. Die Gemeinnützigkeit des eingetragenen Vereins wurde in Frage gestellt.

## Wirken
Eine der von ISOR unterstützten Klagen erreichte, dass die Absenkung der Rentenansprüche von Staatsbediensteten auf 70 % des Durchschnitts weitgehend zurückgenommen werden musste. Die Kosten dafür betragen rund 50 Millionen Euro jährlich. Seit Januar 1997 sind nur noch Angehörige des MfS, ohne Differenzierung ihrer genauen Tätigkeit, von diesen Kürzungen betroffen.

## Struktur
Die ISOR hatte 2006 nach eigenen Angaben 24.000 Mitglieder. Die ISOR wird durch einen aus 17 Mitgliedern bestehenden Vorstand geführt. Dem Vorstand gehören u. a. die für die neuen Bundesländer und Berlin zuständigen Landesbeauftragten an. Die ISOR-Mitglieder sind in 188 Territorialen Initiativgruppen (TIG) organisiert (Stand April 2007).

## Mitglied in anderen Organisationen
- Mitglied im Verein Gesellschaft zum Schutz von Bürgerrecht und Menschenwürde e. V. (2022 aufgelöst)
- Mitglied im Verein Gesellschaft zur Rechtlichen und Humanitären Unterstützung e. V.

## Politische Einordnung
Der Historiker Christian v. Ditfurth  bezeichnete in seinem Buch Ostalgie oder linke Alternative – Meine Reise durch die PDS die enge Verflechtung der PDS mit diesem „Sumpf der Täter“ – „Antidemokraten“ wie „unverbesserlichen Stalinisten“ als bemerkenswert.
Der Berliner Innensenator Ehrhart Körting (SPD) bezeichnete den Verein als „geschichtsrevisionistische Clique“, die „Menschenrechtsverletzungen der Stasi im Nachhinein relativiert und entschuldigt“. Dem Vorwurf des Geschichtsrevisionismus schloss sich auch der Bundestagsabgeordnete und frühere Berliner Justizsenator Wolfgang Wieland (Bündnis 90/Die Grünen) an. Konrad Weiß zog in einer Kolumne des Deutschlandfunks eine Parallele zur Hilfsgemeinschaft auf Gegenseitigkeit der Angehörigen der ehemaligen Waffen-SS (HIAG) und erklärte, die ISOR sei „strukturell und funktionell mit der HIAG vergleichbar“.
Eine von der Berliner CDU geforderte Beobachtung der ISOR und vergleichbarer Organisationen durch den Verfassungsschutz lehnte der Berliner Innensenator Ehrhart Körting 2008 ab. Diese Organisationen würden zwar historisch extrem zweifelhafte Thesen vertreten, seien deshalb aber noch nicht extremistisch. Auch der Verfassungsschutz erklärte in einer Stellungnahme, dass von dem Verein keine Gefährdung der freiheitlichen demokratischen Grundordnung ausgehe.
Nach einer Aussage des ehemaligen Stasi-Majors Horst Eismann gebe es „eine Kontinuität im Zusammenwirken“ mit der Partei Die Linke. Gesine Lötzsch, später zeitweilige Vorsitzende der Linkspartei, war 2005 Gast der ISOR. Die PDS unterhielt nach eigenen Angaben keine Beziehungen zu dem Verein als solchem. Parteimitglieder seien aber auch Mitglied des Vereins. In einem Bericht des Berliner Verfassungsschutzes heißt es, der Verein versuche „auf politische Entscheidungsträger, insbesondere die ‚Linkspartei.PDS‘ einzuwirken, damit diese in den Parlamenten die Interessen der ISOR-Mitglieder einbringen“.